# Skellerup-Gletscher
Der Skellerup-Gletscher ist ein Gletscher im Transantarktischen Gebirge. Er fließt zwischen den All-Blacks- und den Wilhoite-Nunatakkern westlich der Churchill Mountains in westnordwestlicher Richtung.
Das New Zealand Antarctic Place-Names Committee benannte ihn 2003 nach Peter Jensen Reid Skellerup (1918–2006), Leiter der Stiftung des Canterbury Museum für dortige Ausstellungen über Antarktika.